# Butchis
BUTCHIS je pražský florbalový klub založený v roce 2006. Do roku 2020 se jmenoval FC Bučis Team. Zakladatelem klubu je Roman Buček.

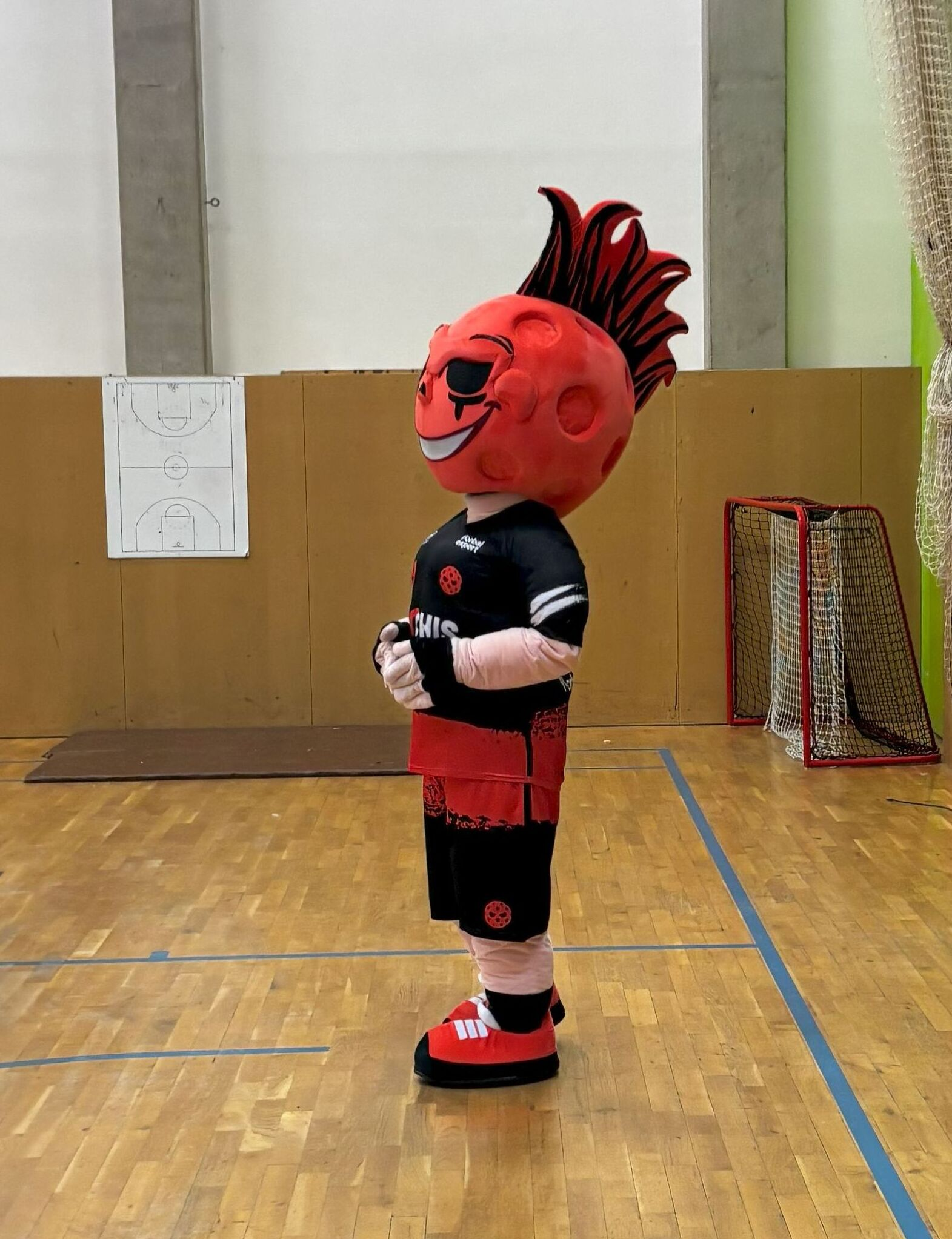
Klubový maskot

Tým mužů hraje od sezóny 2024/2025 druhou nejvyšší soutěž, 1. ligu mužů. V jedné sezóně 2023/2024 hrál Superligu florbalu. Tým byl založen v roce 2009. Během devíti dohraných sezón mezi lety 2012 a 2023 sedmkrát postoupil do vyšší soutěže.
V roce 2019 se muži, v té době hrající Národní ligu, probojovali do osmifinále Poháru. Ve své superligové sezóně v roce 2023 postoupili ještě o kolo dál.

## Mužský tým

### Sezóny
| Sezóna                                          | Úroveň | Soutěž              | Umístění | Poznámka                                                                           |
| ----------------------------------------------- | ------ | ------------------- | -------- | ---------------------------------------------------------------------------------- |
| Do sezóny 2017/2018 hrál tým regionální soutěže |        |                     |          |                                                                                    |
| 2017/2018                                       | 5      | Regionální liga     |          | Postup do vyšší ligy                                                               |
| 2018/2019                                       | 4      | Divize              |          | Výhra ve 2. kole play-up proti SK Florbal Benešov – Postup do vyšší ligy           |
| 2019/2020                                       | 3      | Národní liga        |          | Sezóna ukončena po dvou vyhraných zápasech ve čtvrtfinále play-off proti TJ Turnov |
| 2020/2021                                       | 3      | Národní liga        |          | Sezóna ukončena po neúplných pěti odehraných kolech základní části                 |
| 2021/2022                                       | 3      | Národní liga        |          | Vítězství ve finále play-off proti FbC Plzeň – Postup do vyšší ligy                |
| 2022/2023                                       | 2      | 1. liga             | 1.       | Vítězství ve finále play-off proti Kanonýři Kladno – Postup do vyšší ligy          |
| 2023/2024                                       | 1      | Livesport Superliga | 14.      | Prohra v 2. kole play-down proti Sokoli Pardubice – Sestup do nižší ligy           |
| 2024/2025                                       | 2      | 1. liga             | 6.       | Vypadnutí ve čtvrtfinále play-off proti FbC Hradec Králové                         |

### Známí trenéři
- Jan Zahalka (2017–2024)

## Známí odchovanci
- Vendula Beránková

## Galerie

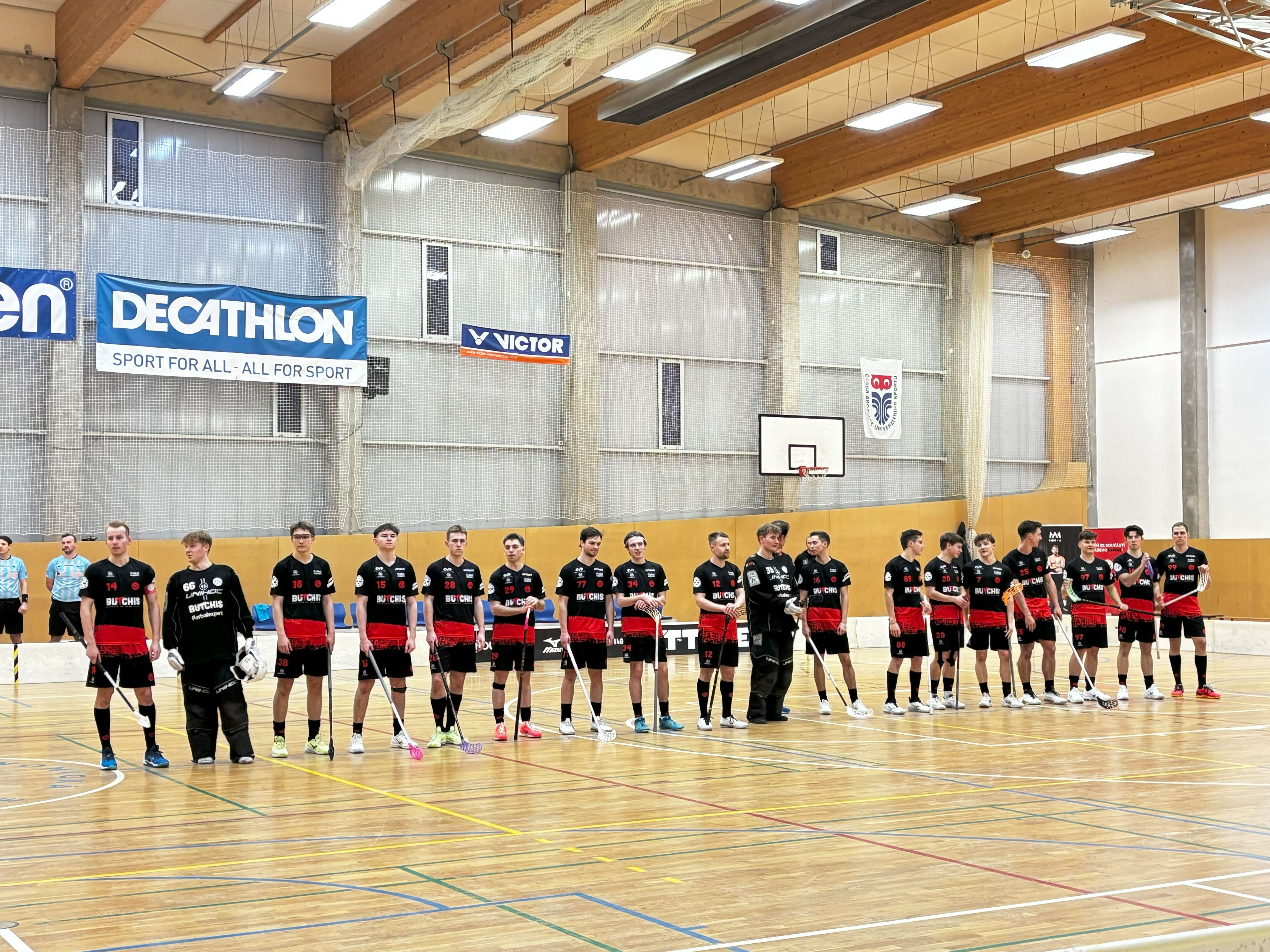
Tým mužů v sezóně 2024/2025
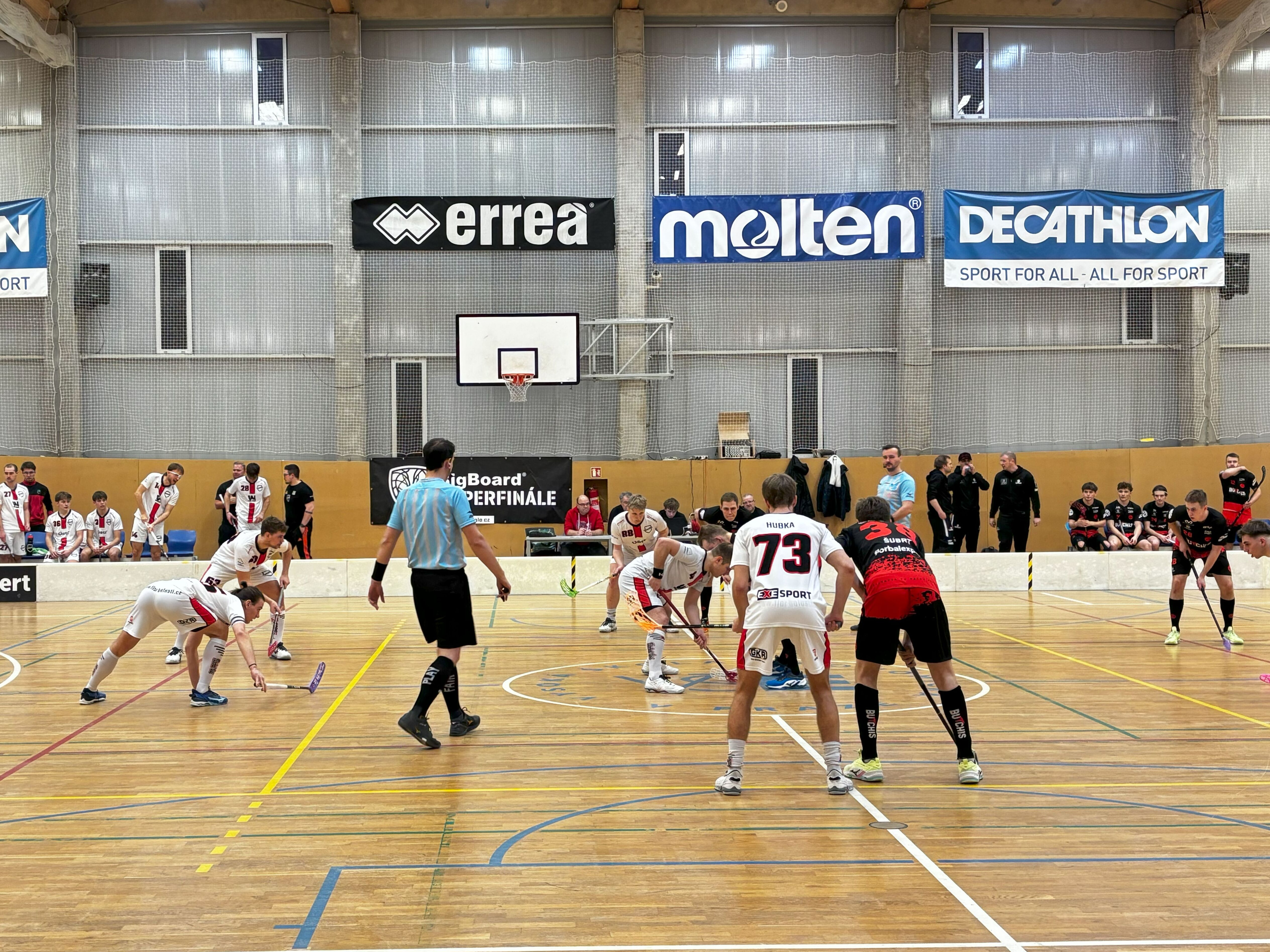
Zápas proti Florbal Ústí v základní části sezóny 2024/2025